# Синиша Малешевић
Синиша Малешевић, МРИА, МАЕ (Бања Лука, 5. април 1969) јесте ирски академик и универзитетски професор. Он је редовни професор социологије на Универзитетском колеџу у Даблину, Ирска. Такође је виши сарадник и сарадник истраживач на Конзерваторијуму за националне уметности и метије (ЦНАМ), Париз, Француска.

## Образовање
Малешевић је завршио средњошколско образовање у Северној Каролини, САД 1988. године. Дипломирао је социологију на Универзитету у Загребу, Хрватска 1993. године. Магистрирао је на Универзитету Ланкастер, Велика Британија и Централноевропском универзитету у Прагу, Чешка Република 1995. године. Затим је докторирао социологију на Универзитетском колеџу Корк, Ирска 1999. године.

## Каријера и истраживачки интереси
Малешевићева истраживачка интересовања обухватају упоредно-историјско и теоријско проучавање етницитета, националних држава, национализма, империја, идеологије, рата, насиља и социолошке теорије.
Претходно је био на истраживачким и наставним функцијама на Институту за међународне односе (Загреб), Центру за проучавање национализма, ЦЕУ (Праг) - где је радио са покојним Ернестом Гелнером - и на Националном универзитету Ирске, Галвеј. Такође је држао гостујуће професоре и стипендије на Университе Либре де Брукеллес (Ериц Ремацле Катедра за студије сукоба и мира), Институту за људске науке у Бечу, Лондонској школи економије, Универзитету Упсала, и Холандском институту за напредне хуманистичке науке и друштвене науке, Амстердам.
У марту 2010. године изабран је за члана Краљевске ирске академије, у децембру 2012. године изабран је за придруженог члана Академије наука и умјетности Босне и Херцеговине, а у августу 2014. године изабран је за члана Европске Академије Academia Europea.
Године 2017. потписао је Декларацију о заједничком језику Хрвата, Срба, Бошњака и Црногораца.

## Публикације
Малешевић је аутор десет и уредник девет књига и томова укључујући монографије Ideology, Legitimacy and the New State (2002), The Sociology of Ethnicity (2004), Identity as Ideology (2006) The Sociology of War and Violence (2010), Nation-States and Nationalisms (2013), The Rise of Organised Brutality (2017), Grounded Nationalisms (2019) и Why Humans Fight (2022). The Rise of Organised Brutality добитник je награде  за изузетну књигу за 2018. од Америчког социолошког удружења  a Why Humans Fight је добитник награде за изузетну књигу 2023. од Америчког социолошког удружења а такође је ушалa у ужи избор за награду за књигу Друштва за истраживање сукоба 2023. Проф. Малешевић је 2023. године добио награду Робин М. Виллиамс, Јр. за изузетан допринос истраживањu, настави и служби од Америчког социолошког удружења.
Његово дело је преведено на бројне језике укључујући албански, арапски, кинески, хрватски, француски, индонежански, јапански, персијски, португалски, српски, шпански, турски и руски.

## Одабране дела
- (2002). Ideology after Poststructuralism. London: Pluto (co-edited with I. Mackenzie).
- (2002). Making Sense of Collectivity: Ethnicity, Nationalism and Globalization. London: Pluto (co-edited with M. Haugaard).
- (2002). Ideology, Legitimacy and the New State: Yugoslavia, Serbia and Croatia. London: Routledge (Serbian translation 2004).
- (2004). The Sociology of Ethnicity. London: Sage (Serbian translation 2009; Persian translation 2011 and 2012; Turkish translation 2019).
- (2006). Identity as Ideology: Understanding Ethnicity and Nationalism. New York: Palgrave Macmillan (Persian translation 2017).
- (2007). Ernest Gellner and Contemporary Social Thought. Cambridge: Cambridge University Press (co-edited with M. Haugaard).
- (2010). The Sociology of War and Violence. Cambridge: Cambridge University Press (Croatian translation 2011; Turkish translation 2018; Persian translation 2021; Chinese translation 2021; Arabic translation 2021).
- (2011). Sociological Theory and Warfare. Stockholm: Forsvarshogskolan (Spanish translation 2015).
- (2013). Nationalism and War. Cambridge: Cambridge University Press (co-edited with J.A. Hall).
- (2013). Nation-States and Nationalisms: Organisation, Ideology and Solidarity. Cambridge: Polity (Croatian translation 2017, Persian translation forthcoming in 2024).
- (2017). The Rise of Organised Brutality: A Historical Sociology of Violence. Cambridge: Cambridge University Press (Spanish translation 2020; Arabic translation 2023, Turkish translation 2023, Chinese translation forthcoming in 2024).
- (2019). Grounded Nationalisms: A Sociological Analysis. Cambridge: Cambridge University Press (Croatian translation 2021).
- (2021). Classical Sociological Theory. London: Sage (with S. Loyal).
- (2021). Contemporary Sociological Theory. London: Sage (with S. Loyal) (Persian translation forthcoming in 2024).
- (2022). Why Humans Fight: The Social Dynamics of Close-Range Violence. Cambridge: Cambridge University Press (Arabic translation forthcoming in 2024.